# Джон Фрум

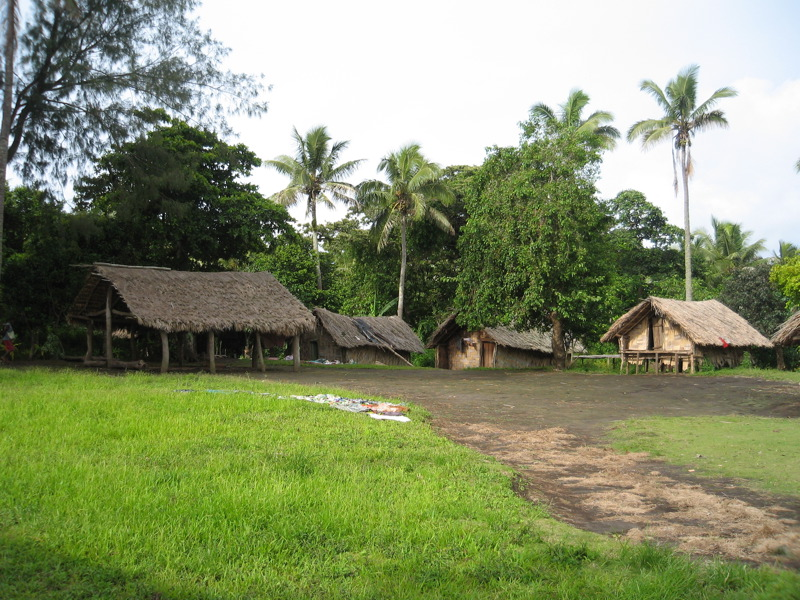
Місце зборів послідовників Джона Фрума

Джон Фрум (англ. John Frum) — центральна особа в культі карго на острові Танна (Вануату), зображувана у вигляді американського військовослужбовця Другої світової війни, який зробить його послідовників багатими і процвітаючими.

## Історія
Рух Джона Фрума виник в 1930-х роках на Нових Гебридах (історична назва Вануату). Точно невідомо, чи була особа цієї людини вигадана спонтанно або усвідомлено, як і не ясно, чи існував взагалі Джон Фрум. Є припущення, що ім'я «Джон Фрум» є спотворенням виразу «John from (America)» (у перекладі з англійської мови — «Джон з (Америки)»). Прізвище «Frum» не згадується в даних переписів населення Великої Британії ні 1851, ні 1901 років.
Виникнення руху пов'язано з місцевим жителем на ім'я Манехіві, який під псевдонімом «Джон Фрум» почав пропаганду культу карго. За умови відмови від всіх аспектів європейського суспільства (грошей, західної освіти, християнства, роботи на кокосових плантаціях) і за умови прихильності місцевих традицій (або «кастом» від місцевого слова «kastom») він обіцяв остров'янам настання нової ери, в якій би всі білошкірі люди, включаючи місіонерів, назавжди залишать Нові Гебриди, а корінне меланезійське населення отримало б матеріальні блага, якими насолоджується «біла раса».

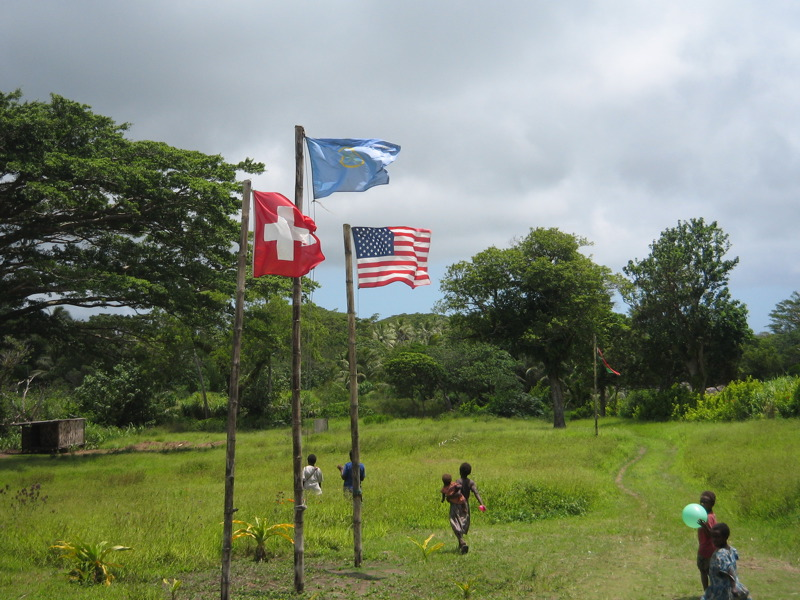
Культ карго Джона Фрума і прапори руху

У 1941 році послідовники Джона Фрума позбулися всіх своїх грошей, покинули місіонерські церкви, школи, села і плантації і переселилися у внутрішні райони острова Танна. У 1940-х роках рух став ще більш популярним, особливо після висадки близько 300 тисяч американських солдатів в Вануату. Остров'яни були вражені егалітаризмом чужинців, їх багатством і силою. Санта-Клаус, Дядько Сем, Іван Хреститель в цей час стали міфічними постатями, які, згідно з уявленнями місцевих жителів, сприяли процвітанню корінних жителів Танни.
Послідовники культу Джона Фрума спорудили на острові символічну злітно-посадкову смугу і помістили там макети літаків, щоб заманити на острів літак Джона Фрума. Також ними були споруджені символічні вишки, на яких чергували «диспетчери», що носять на голові муляжі навушників. Жерці культу Джона Фрума стверджують, що спілкуються зі своїм месією «по радіо» за допомогою жінки з обмотаними навколо талії проводами, яка впадає в транс і починає вимовляти незрозумілі слова, які потім тлумачаться жерцем.
У 1957 році лідер руху, Накомаха, створив «Армію Танни», ненасильницьку, ритуалістичну організацію, яка проводила символічні військові паради, учасники яких носили футболки з написом '«TA USA» («Tanna Army USA»). Паради щорічно проводяться 15 лютого, в день, в який згідно послідовникам культу Джон Фрум повинен з'явитися остров'янам.
В кінці 1970-х років прихильники цього руху виступали проти створення незалежної держави Вануату, вважаючи, що централізований уряд суперечить місцевим традиціям. У руху є власна партія.